# 강일중학교
강일중학교(江一中學校)는 대한민국 서울특별시 강동구 암사동에 있는 공립 중학교이다.

## 학교 연혁
- 1982년 12월 9일 : 강일중학교 설립인가, 중학교 18학급 인가
- 1983년 3월 1일 : 초대 박준병 교장 취임
- 1986년 2월 13일 : 제1회 졸업 (남 547명, 여 741명 계 1,288명)
- 2009년 3월 1일 : 학교 이전
- 2013년 12월 31일 : 연구학교 운영(중1 진로탐색 집중학년제)
- 2021년 3월 1일 : 제12대 서근주 교장 취임
- 2023년 1월 4일 : 제38회 졸업(8학급 247명) 총 19,400명 졸업
- 2023년 3월 2일 : 제41회 입학(8학급 227명)

## 참고 자료
- 강일중학교 - 한국교육학술정보원 학교알리미